# أليكسي بتروف
أليكسي بتروف (الروسية: Петров, Алексей Александрович) هو رباع روسي، ولد في 8 سبتمبر 1974 في فولغوغراد في روسيا.

## وصلات خارجية
- أليكسي بتروف على موقع الاتحاد الدولي (الإنجليزية)
- أليكسي بتروف على موقع مشروع نتائج رفع الأثقال الدولية (الإنجليزية)
- أليكسي بتروف على موقع IAT Database Weightlifting (الألمانية)
- أليكسي بتروف على موقع اللجنة الأولمبية الدولية (الإنجليزية)
- أليكسي بتروف على موقع أوليمبيديا (الإنجليزية)